# Kriegeria heptazonata
Kriegeria heptazonata là một loài tò vò trong họ Ichneumonidae.